# Roman Brecely
Roman Brecely (* 26. července 1966, Zálesie) je slovenský politik a ekonom, bývalý předseda politické strany #SIEŤ a ministr dopravy, výstavby a regionálního rozvoje Slovenské republiky.

## Život
V mládí absolvoval Slovenskou technickou univerzitu v Bratislavě se sídlem v Trnavě. Později vystudoval City University of Seattle v Seattlu ve Washingtonu.
V letech 1991 až 1996 pracoval na různých pozicích manažera ve Slovnaftu, později v reklamní agentuře, od roku 1996 byl dva roky jednatelem HILTI ČR. Po dobu deseti let až do roku 2008 byl ředitelem a předsedou představenstva společnosti Smurfit Kappa obaly v Štúrove. V energetické společnosti ČEZ byl v období let 2009–2014 zodpovědný za řízení investičních procesů. Od roku 2014 byl živnostníkem.

## Politická činnost

### #SIEŤ
Roman Brecely kandidoval ve volbách do Národní rady Slovenské republiky v roce 2016 na kandidátní listině strany #SIEŤ na 27. místě. Nebyl však zvolen. Na stranickém sněmu v Trnavě 13. srpna 2016 se stal předsedou strany jako jediný kandidát. Získal 86 hlasů ze 125 přítomných delegátů. Dne 10. května 2017 oznámil, že se vzdává předsednictví i členství ve straně. Dočasným výkonem funkce předsedy strany byl pověřen Marek Čepek.

### Ministr dopravy
Po koaliční dohodě byl 23. března 2016 jmenován ministrem dopravy v třetí vládě Roberta Fica. V úřadě byl do 31. srpna 2016. Odstoupil v důsledku změn po odchodu skupiny poslanců strany #SIEŤ do strany Most-Híd. Ve funkci ministra ho nahradil Árpád Érsek.